# Keemik Kohtla-Järve
Il Jalgpalli- Ja Hokiklubi Kohtla-Järve Keemik, meglio noto come Keemik Kohtla-Järve, era una polisportiva della città di Kohtla-Järve, nota per la sua sezione calcistica e di hockey su ghiaccio.

## Storia
Ha partecipato a diversi campionati estoni in epoca sovietica e ai primi due di epoca post sovietica, prima di scomparire.

## Palmarès

### Competizioni nazionali
- Campionato della repubblica sovietica estone: 1

1984

### Altri piazzamenti
- Campionato della repubblica sovietica estone:

Secondo posto: 1987, 1988
Terzo posto: 1970, 1975, 1985, 1990